# Odiliacletodes gracilis
Odiliacletodes gracilis är en kräftdjursart som beskrevs av Jacques Soyer 1964. Odiliacletodes gracilis ingår i släktet Odiliacletodes och familjen Argestidae. Inga underarter finns listade i Catalogue of Life.